# Geneviève Laroche
Pour les articles homonymes, voir Laroche.
Geneviève Laroche est une actrice québécoise.

## Filmographie

### Cinéma
- 2002 : Séraphin: un homme et son péché de Charles Binamé : Virginie
- 2003 : Sur le seuil : Julie Picard
- 2004 : Les Aimants : Marie-Ève
- 2013 : Whitewash de Hoss-Desmarais Emanuel : une femme
- 2016 : The Other Side of November : Résidente
- 2021 : Le guide de la famille parfaite de Ricardo Trogi

### Courts-métrages
- 2010 : Marius Borodine

### Télévision

#### Séries télévisées
- 1996 : Virginie : Patricia Gagnon
- 2002 : Annie et ses hommes : Angela Cuffaro
- 2002 : Music Hall : Roselyne Poitras
- 2012 : Un sur 2 : Nathalie Demers
- 2017 : District 31 : Sandrine